# Col Tioga
Pour les articles homonymes, voir Tioga.
Le col Tioga (en anglais : Tioga Pass) est un col de montagne américain, dans la Sierra Nevada, en Californie. D'une altitude de 3 031 mètres, il constitue la limite entre le comté de Tuolumne et le parc national de Yosemite au sud-ouest et le comté de Mono et la forêt nationale d'Inyo au nord-est. Extrémité ouest de la Lee Vining Canyon Scenic Byway, il est franchi par la Tioga Road, une section de la California State Route 120. Il abrite la Tioga Pass Entrance Station, une station de rangers inscrite au Registre national des lieux historiques depuis le 14 décembre 1978.